# Saraburi (Provinz)
Saraburi (Thai: จังหวัดสระบุรี) ist eine Provinz (Changwat) in Zentralthailand. Die Provinzhauptstadt Saraburi liegt etwa 110 km nördlich von der Landeshauptstadt Bangkok.

## Geographie
Saraburi liegt am östlichen Rand der Tiefebene des Mae Nam Chao Phraya (Chao-Phraya-Fluss). Der östliche Teil der Provinz besteht aus schroff aufragenden Bergtürmen und fast ebenen Flächen, den Ausläufern des mittelthailändischen Berglands, während der westliche Teil meist flach und fruchtbar ist.
In der Provinz gibt es zwei Nationalparks. Namtok Chet Sao Noi ist ein geschütztes Gebiet von 28 km² um einen Wasserfall herum. Namtok Samlan besteht aus einer 44,57 km² großen, hügeligen Landschaft, ein Quellgebiet zahlreicher Flüsse mit mehreren Wasserfällen. Die höchste Erhebung ist der Khao Song Klong, mit einer Höhe von 312 m. Im Zweiten Weltkrieg waren in Teilen des Parks Rinderfarmen eingerichtet, um die japanische Armee mit Frischfleisch zu versorgen. Das Gebiet wurde im Jahre 1981 zum Nationalpark erklärt.
| Benachbarte Provinzen: | Benachbarte Provinzen:        |
| ---------------------- | ----------------------------- |
| Norden                 | Lop Buri                      |
| Osten                  | Nakhon Ratchasima             |
| Süden                  | Nakhon Nayok und Pathum Thani |
| Westen                 | Ayutthaya                     |

## Hmong-Flüchtlinge
Im Amphoe Phra Phutthabat – etwa 150 Kilometer nördlich von Bangkok – befindet sich der Tempel Wat Tham Krabok, welcher weltweit für seine ungewöhnliche Behandlungsmethode von Drogensüchtigen bekannt wurde. Weniger bekannt ist die Tatsache, dass sich auf dem Gelände dieses Tempels ein Dorf mit Flüchtlingen der ethnischen Minderheit der Hmong befindet. Diese sahen sich durch den bewaffneten Konflikt in ihrer Heimat in Laos zwischen Hmong-Rebellen und der laotischen Armee zur Flucht nach Thailand gezwungen. Sie konnten zunächst im Camp Ban Vinai (Provinz Loei) unterkommen, das allerdings im Jahre 1992 aus Kostengründen schließen musste. Im Laufe des Jahres 2004 wurden gemäß Amnesty International etwa 4500 Hmong-Flüchtlinge in Drittländer umgesiedelt.

## Wirtschaft
Das „Gross Provincial Product“ (Bruttoinlandsprodukt) der Provinz betrug 2008 181,973 Mrd. Baht.
Als Waldland sind 22,6 % der Gesamtfläche der Provinz ausgewiesen, 33,4 % als landwirtschaftliche Flächen und 44,1 % als nicht klassifiziert.
Die mit großem Abstand am stärksten zur Wirtschaftsleistung der Provinz beitragende Branche war im Jahr 2011 das verarbeitende Gewerbe mit 108,875 Mrd. Baht. Es folgten der Groß- und Einzelhandel mit 15,022 Mrd. Baht, die Elektrizitäts-, Gas- und Wasserversorgung mit 14,666 Mrd. Baht sowie die Landwirtschaft mit 8,847 Mrd. Baht.

## Sehenswürdigkeiten

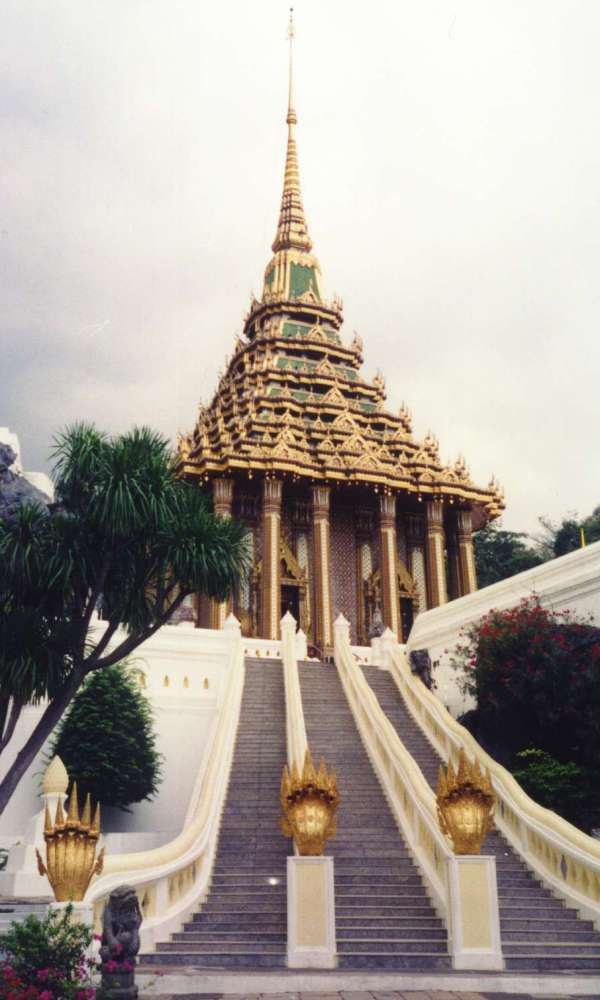
Wat Phra Putthabat

- Wat Phra Phutthabat, der Tempel mit dem Fußabdruck des Buddha ist einer der wenigen wichtigen Tempel des Landes, die den königlichen Titel Ratchavoramahaviharn verliehen bekommen haben. Auf einem Hügel befindet sich ein kleiner, reich ausgeschmückter Mondop, in dem der hochverehrte Fußabdruck bestaunt werden kann.
- Nationalparks:
  - Nationalpark Namtok Chet Sao Noi – 28 km² großer Park am Zusammenfluss des „Muak Lek“ mit dem Pa Sak, zahlreiche einstufige Wasserfälle, erst seit 2003 Nationalpark.[3]
  - Nationalpark Namtok Samlan – 44 km² großer Park mit mehreren Wasserfällen, darunter der dreistufige Samlan-Fall (น้ำตกสามหลั่น)[4]

## Symbole
Das Siegel der Provinz zeigt den Tempel Wat Phra Putthabat. Phra Phutthabat bedeutet „Fußabdruck des Buddha“.
Der Baum der Provinz ist Lagerstroemia floribunda, die lokale Blume der Gelbe Baumwollbaum (Cochlospermum regium).
Der Wahlspruch der Provinz Saraburi lautet:
„Die Stadt des Schreins mit dem Fußabdruck Buddhas,
Milchfarmen und Molkereien werden zahlreich errichtet,
Die Provinz ist voller Bäche und Flüsse,
Fruchtbares Land erzeugt den besten Reis und die besten Mangos mit natürlicher Schönheit.“

## Verkehr
Die Provinz Saraburi ist ein wichtiger Verkehrsknotenpunkt. In nord-südlicher Richtung wird sie von der Nationalstraße 1 (Thanon Phahonyothin) durchschnitten. Von diesem zweigt in Saraburi die Nationalstraße 2 (Thanon Mittraphap) ab, die wichtigste Magistrale zwischen Zentral- und Nordostthailand (Isan). Im Süden der Provinz zweigt die Nationalstraße 33 ab, eine der Hauptstraßen Ostthailands, die durch die Provinzen Nakhon Nayok, Prachin Buri und Sa Kaeo bis an den Grenzübergang zu Kambodscha in Aranyaprathet führt. Im Norden der Provinz befindet sich der Abzweig der Nationalstraße 21, die durch die Provinz Lop Buri nach Phetchabun führt.
Durch die Provinz führt außerdem die Nordostlinie der Thailändischen Staatseisenbahn, die Bangkok mit Ubon Ratchathani respektive Nong Khai verbindet. In Amphoe Kaeng Khoi befindet sich ein wichtiger Bahnknotenpunkt. Hier zweigen zwei Linien ab, von denen eine in die Provinz Chachoengsao führt, wo Anschluss an die Ostlinie besteht, und eine zum Pa-Sak-Chonlasit-Staudamm (เขื่อนป่าสักชลสิทธ) in der Provinz Lop Buri (und darüber hinaus durch die Provinz Chaiyaphum weiter nach Nordosten).

## Sport
In Saraburi befindet sich das Heimstadion des Fußballvereins FC Osotspa-Saraburi, der in der Thai Premier League spielt.

## Verwaltungseinheiten

### Provinzverwaltung

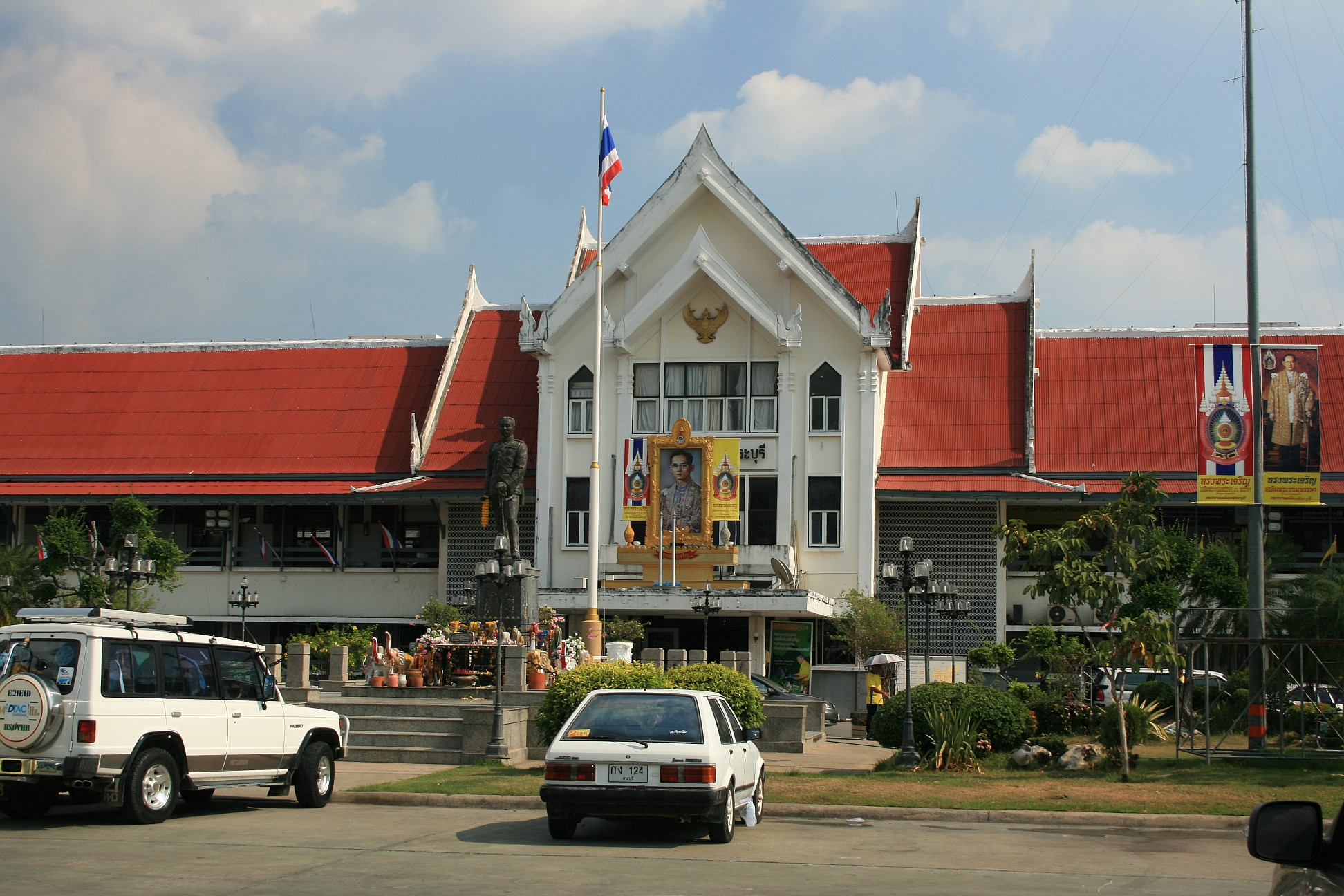
Sitz der Provinzverwaltung von Saraburi

Die Provinz ist unterteilt in 13 Amphoe (‚Bezirke‘ oder ‚Landkreise‘), 111 Tambon (‚Unterbezirke‘ oder ‚Gemeinden‘) und 965 Muban (‚Dörfer‘).
| 1. Amphoe Mueang Saraburi (อำเภอเมืองสระบุรี) 2. Kaeng Khoi (อำเภอแก่งคอย) 3. Nong Khae (อำเภอหนองแค) 4. Wihan Daeng (อำเภอวิหารแดง) 5. Nong Saeng (อำเภอหนองแซง) 6. Ban Mo (อำเภอบ้านหมอ) 7. Don Phut (อำเภอดอนพุด) 8. Nong Don (อำเภอหนองโดน) 9. Phra Phutthabat (อำเภอพระพุทธบาท) 10. Sao Hai (อำเภอเสาไห้) 11. Muak Lek (อำเภอมวกเหล็ก) 12. Wang Muang (อำเภอวังม่วง) 13. Chaloem Phra Kiat (อำเภอเฉลิมพระเกียรต) |

### Lokalverwaltung
Für das ganze Gebiet der Provinz besteht eine Provinz-Verwaltungsorganisation (องค์การบริหารส่วนจังหวัด, kurz อบจ., Ongkan Borihan suan Changwat; englisch Provincial Administrative Organization, PAO).
Auf dem Gebiet der Provinz gibt es des Weiteren 38 Thesaban (‚Kommunen‘) – darunter vier „Städte“ und 34 „Kleinstädte“ – sowie 70 Tambon-Verwaltungsorganisationen.